# Palatul Neuschotz din Iași
Palatul Neuschotz este un edificiu din centrul municipiului Iași, situat pe strada Cuza Vodă, la numărul 2. Astăzi, clădirea găzduiește Restaurant Select. Palatul a fost construit după mijlocul secolului al XIX-lea ca reședință a lui Iacob Neuschotz, un bancher de etnie evreiască. Clădirea a fost declarată monument istoric (cod LMI IS-II-m-B-03838).

## Istoric
Clădirea a fost construită aici ca reședință a lui Iacob Neuschotz, un bancher evreu din Iași, între mijlocul și sfârșitul secolului al XIX-lea. Totodată, clădirea era și sediu al afacerilor proprii, care se desfășurau aici chiar și spre sfârșitul vieții lui Neuschotz, când a preferat să locuiască în vila sa de pe dealul Copou, „Mon Repos”.
Pe lângă cariera de bancher, Neuschotz era și un binefăcător și filantrop recunoscut în societate. Acesta a dorit să construiască și un spațiu de rugăciune sub forma unui templu mozaic. Primăria s-a opus vehement construcției unui lăcaș de cult necreștin în apropierea unei biserici creștine, peste drum de biserica Sf. Dumitru Balș, dar i-a permis să ridice un templu în curtea sa interioară. Astfel, între mai și septembrie 1865, Neuschotz a ridicat Templul Beth-Iacob, cu fațada spre stradă.
În trecut, clădirea a găzduit diferite magazine. În plus, a găzduit și vechea Antiquarie Kuperman.
În 1910, corpurile de clădiri au fost vândute Administrației Financiare.
Ulterior, în anul 1944, în timpul unui bombardament, clădirea a fost avariată, iar templul din curtea interioară a fost distrus și apoi complet demolat în procesul de sistematizare a cartierului.

## Descriere

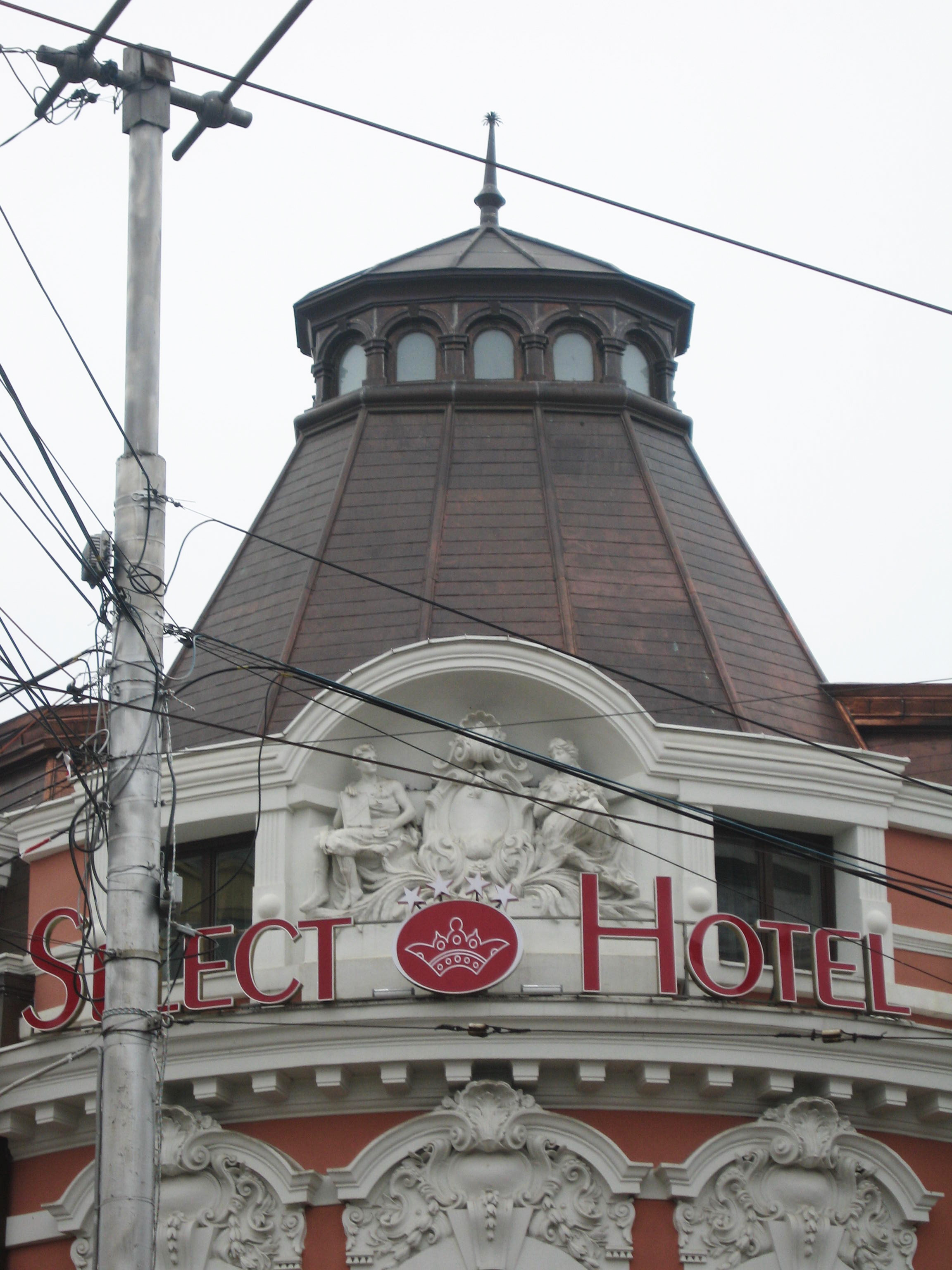
Detaliu al grupului statuar de la nivelul acoperișului.

Clădirea este construită în Piața 14 Decembrie 1989, la colțul dintre Strada Cuza Vodă și Strada 14 Decembrie 1989. Pe fiecare din aceste două străzi se află câte o latură a clădirii. Pe latura de pe Cuza Vodă există un gang, care permite accesul în curtea interioară. Colțul clădirii este proiectat într-o formă rotunjită, iar la nivelul acoperișului există un grup statuar antropomorf.
Construcția este formată dintr-un parter înalt și un etaj mansardat. Ferestrele de la parter sunt mari, având partea superioară arcuită, și sunt încadrate de chenare decorative largi. Ferestrele de la etaj sunt mai mici ca dimensiune, dar sunt și ele bogat decorate cu diverse forme geometrice și vegetale.
Stilul arhitectural al acestei construcții este considerat a fi eclectic de școală franceză, fiind similar altor locuințe din aceeași perioadă a secolului al XIX-lea, precum Casa Profesorului Gh. Bogdan de pe Strada General Berthelot din Copou sau Casa Wachtel de pe Bulevardul Independenței, . Acest stil îmbină elemente tradiționale românești cu influențe din Austria și Franța și este specific ultimilor 20 de ani ai secolului al XIX-lea, fiind întâlnit în cazul multor clădiri publice și locuințe private ale persoanelor înstărite.
Clădirea, restaurată în perioada contemporană, se remarcă prin contrastul puternic al culorilor. Pereții sunt colorați în roz-zmeură, cadranele ferestrelor sunt realizate din ipsos, în relief, și sunt vopsite în alb, iar acoperișul este metalic brun.